# Alpiner Skiweltcup 1977/78
Die Saison 1977/78 des von der FIS veranstalteten Alpinen Skiweltcups begann am 7. Dezember 1977 in Val-d’Isère und endete am 19. März 1978 in Arosa. Bei den Männern wurden 22 Rennen ausgetragen (8 Abfahrten, 7 Riesenslaloms, 7 Slaloms). Bei den Frauen waren es ebenfalls 22 Rennen (7 Abfahrten, 8 Riesenslaloms, 7 Slaloms). Dazu kam je ein Parallel-Slalom, der nur für den Nationencup zählte. Die Kombination wurde in diesem Jahr ausgelassen, ab der folgenden Saison 1978/1979 stand sie wieder regelmäßig im Weltcup-Programm. Die Reduzierung auf 22 Herrenrennen (die Damen hatten ohnehin in den letzten Jahren immer einige weniger als die Herren) stand bereits in Ende Oktober 1976 ausgearbeiteten Papieren und wurde auch im Hinblick darauf, dass es eine Saison mit Weltmeisterschaften war, so konzipiert.
Höhepunkt der Saison waren die Weltmeisterschaften 1978 in Garmisch-Partenkirchen.

## Weltcupwertungen

### Gesamt
| Rang | Name              | Punkte |
| ---- | ----------------- | ------ |
| 01.  | Ingemar Stenmark  | 150    |
| 02.  | Phil Mahre        | 116    |
| 03.  | Andreas Wenzel    | 100    |
| 04.  | Klaus Heidegger   | 095    |
| 05.  | Franz Klammer     | 070    |
| 05.  | Herbert Plank     | 070    |
| 07.  | Josef Walcher     | 065    |
| 08.  | Piero Gros        | 060    |
| 08.  | Heini Hemmi       | 060    |
| 10.  | Mauro Bernardi    | 054    |
| 11.  | Ken Read          | 047    |
| 12.  | Petar Popangelow  | 043    |
| 12.  | Uli Spieß         | 043    |
| 14.  | Sepp Ferstl       | 041    |
| 14.  | Michael Veith     | 041    |
| 16.  | Peter Lüscher     | 040    |
| 17.  | Peter Wirnsberger | 039    |
| 18.  | Erik Håker        | 037    |
| 19.  | Jean-Luc Fournier | 032    |

| Rang | Name                 | Punkte |
| ---- | -------------------- | ------ |
| 20.  | Bojan Križaj         | 31     |
| 21.  | Leonhard Stock       | 29     |
| 22.  | Werner Grissmann     | 27     |
| 23.  | Paolo De Chiesa      | 25     |
| 23.  | Steve Mahre          | 25     |
| 25.  | Walter Vesti         | 24     |
| 26.  | Gustav Thöni         | 22     |
| 27.  | Fausto Radici        | 21     |
| 28.  | Dave Murray          | 20     |
| 28.  | Bernhard Russi       | 20     |
| 30.  | Klaus Eberhard       | 19     |
| 31.  | Steve Podborski      | 18     |
| 32.  | Renato Antonioli     | 16     |
| 33.  | Paul Frommelt        | 15     |
| 34.  | Bartl Gensbichler    | 14     |
| 34.  | Christian Neureuther | 14     |
| 36.  | Cary Adgate          | 13     |
| 36.  | Peter Müller         | 13     |
| 38.  | Hans Enn             | 12     |

| Rang | Name                 | Punkte |
| ---- | -------------------- | ------ |
| 39.  | Manfred Brunner      | 11     |
| 39.  | Philippe Roux        | 11     |
| 39.  | Anton Steiner        | 11     |
| 42.  | Bruno Nöckler        | 10     |
| 43.  | Peter Aellig         | 09     |
| 43.  | Erwin Josi           | 09     |
| 43.  | Toshihiro Kaiwa      | 09     |
| 46.  | Christian Hemmi      | 08     |
| 46.  | Peter Mally          | 08     |
| 46.  | Alois Morgenstern    | 08     |
| 46.  | Wolfram Ortner       | 08     |
| 46.  | Patrice Pellat-Finet | 08     |
| 51.  | Gerhard Jäger        | 06     |
| 52.  | Roberto Burini       | 04     |
| 52.  | Alain Navillod       | 04     |
| 54.  | Franco Bieler        | 03     |
| 54.  | Hans Hinterseer      | 03     |
| 56.  | Silvano Meli         | 01     |
| 56.  | Edi Reichart         | 01     |

| Rang | Name                  | Punkte |
| ---- | --------------------- | ------ |
| 01.  | Hanni Wenzel          | 154    |
| 02.  | Annemarie Moser-Pröll | 147    |
| 03.  | Lise-Marie Morerod    | 135    |
| 04.  | Fabienne Serrat       | 105    |
| 05.  | Cindy Nelson          | 097    |
| 06.  | Perrine Pelen         | 096    |
| 07.  | Maria Epple           | 094    |
| 08.  | Monika Kaserer        | 076    |
| 09.  | Lea Sölkner           | 070    |
| 10.  | Marie-Theres Nadig    | 063    |
| 11.  | Irene Epple           | 062    |
| 12.  | Evi Mittermaier       | 060    |
| 13.  | Becky Dorsey          | 045    |
| 14.  | Doris De Agostini     | 037    |
| 14.  | Abigail Fisher        | 037    |
| 16.  | Irmgard Lukasser      | 27     |
| 17.  | Ingrid Eberle         | 26     |
| 18.  | Christin Cooper       | 24     |
| 19.  | Bernadette Zurbriggen | 23     |
| 20.  | Viki Fleckenstein     | 20     |
| 21.  | Brigitte Totschnig    | 19     |
| 22.  | Ursula Konzett        | 17     |

| Rang | Name                      | Punkte |
| ---- | ------------------------- | ------ |
| 23.  | Monika Bader              | 16     |
| 24.  | Christa Zechmeister       | 14     |
| 25.  | Kathy Kreiner             | 12     |
| 26.  | Elena Matous              | 10     |
| 26.  | Regina Sackl              | 10     |
| 28.  | Erika Hess                | 07     |
| 28.  | Regine Mösenlechner       | 07     |
| 30.  | Wanda Bieler              | 6      |
| 30.  | Sigrid Totschnig          | 6      |
| 32.  | Martina Ellmer            | 5      |
| 33.  | Pamela Behr               | 4      |
| 33.  | Evelyne Dirren            | 4      |
| 33.  | Patricia Emonet           | 4      |
| 36.  | Marlies Oberholzer        | 3      |
| 37.  | Claudia Giordani          | 2      |
| 37.  | Cristina Gravina          | 2      |
| 37.  | Brigitte Kerscher-Schroll | 2      |
| 37.  | Heidi Wiesler             | 2      |
| 41.  | Martine Liouche           | 1      |
| 41.  | Susie Patterson           | 1      |
| 41.  | Nicola Spieß              | 1      |

### Abfahrt
| Rang | Athlet            | Punkte |
| ---- | ----------------- | ------ |
| 1    | Franz Klammer     | 85     |
| 2    | Josef Walcher     | 74     |
| 3    | Herbert Plank     | 73     |
| 4    | Ken Read          | 56     |
| 5    | Sepp Ferstl       | 49     |
| 6    | Uli Spieß         | 47     |
| 7    | Michael Veith     | 45     |
| 8    | Peter Wirnsberger | 43     |
| 9    | Werner Grissmann  | 39     |
| 9    | Erik Håker        | 39     |

| Rang | Athletin              | Punkte |
| ---- | --------------------- | ------ |
| 1    | Annemarie Moser-Pröll | 125    |
| 2    | Cindy Nelson          | 091    |
| 3    | Marie-Theres Nadig    | 078    |
| 4    | Evi Mittermaier       | 074    |
| 5    | Doris De Agostini     | 051    |
| 6    | Irene Epple           | 036    |
| 7    | Irmgard Lukasser      | 032    |
| 8    | Brigitte Totschnig    | 024    |
| 9    | Bernadette Zurbriggen | 023    |
| 10   | Monika Bader          | 016    |

### Riesenslalom
| Rang | Athlet            | Punkte |
| ---- | ----------------- | ------ |
| 1    | Ingemar Stenmark  | 120    |
| 2    | Andreas Wenzel    | 100    |
| 3    | Phil Mahre        | 084    |
| 4    | Heini Hemmi       | 082    |
| 5    | Jean-Luc Fournier | 032    |
| 6    | Peter Lüscher     | 030    |
| 7    | Klaus Heidegger   | 027    |
| 8    | Leonhard Stock    | 024    |
| 9    | Piero Gros        | 023    |
| 10   | Gustav Thöni      | 017    |

| Rang | Athletin              | Punkte |
| ---- | --------------------- | ------ |
| 1    | Lise-Marie Morerod    | 115    |
| 2    | Hanni Wenzel          | 106    |
| 3    | Maria Epple           | 077    |
| 4    | Monika Kaserer        | 062    |
| 5    | Fabienne Serrat       | 060    |
| 5    | Annemarie Moser-Pröll | 060    |
| 7    | Lea Sölkner           | 036    |
| 8    | Becky Dorsey          | 030    |
| 8    | Irene Epple           | 030    |
| 8    | Cindy Nelson          | 030    |

### Slalom
| Rang | Athlet           | Punkte |
| ---- | ---------------- | ------ |
| 1    | Ingemar Stenmark | 115    |
| 2    | Klaus Heidegger  | 090    |
| 3    | Phil Mahre       | 066    |
| 4    | Piero Gros       | 047    |
| 5    | Mauro Bernardi   | 043    |
| 5    | Petar Popangelow | 043    |
| 7    | Andreas Wenzel   | 030    |
| 8    | Paolo De Chiesa  | 028    |
| 9    | Steve Mahre      | 025    |
| 10   | Fausto Radici    | 022    |

| Rang | Athletin              | Punkte |
| ---- | --------------------- | ------ |
| 1    | Hanni Wenzel          | 110    |
| 2    | Perrine Pelen         | 105    |
| 3    | Fabienne Serrat       | 079    |
| 4    | Lise-Marie Morerod    | 071    |
| 5    | Lea Sölkner           | 065    |
| 6    | Maria Epple           | 046    |
| 7    | Christin Cooper       | 023    |
| 8    | Annemarie Moser-Pröll | 019    |
| 9    | Abigail Fisher        | 018    |
| 10   | Becky Dorsey          | 017    |

## Podestplatzierungen Herren

### Abfahrt
| Datum      | Ort                     | 1. Platz                  | 2. Platz          | 3. Platz          |
| ---------- | ----------------------- | ------------------------- | ----------------- | ----------------- |
| 11.12.1977 | Val-d’Isère (FRA)       | Franz Klammer             | Herbert Plank     | Josef Walcher     |
| 18.12.1977 | Gröden (ITA)            | Herbert Plank             | Peter Wirnsberger | Franz Klammer     |
| 22.12.1977 | Cortina d’Ampezzo (ITA) | Herbert Plank             | Bernhard Russi    | Peter Wirnsberger |
| 20.01.1978 | Kitzbühel (AUT)         | Josef Walcher             | Walter Vesti      | Renato Antonioli  |
| 21.01.1978 | Kitzbühel (AUT)         | Sepp Ferstl Josef Walcher |                   | Michael Veith     |
| 11.02.1978 | Les Houches (FRA)       | Ken Read                  | Dave Murray       | Michael Veith     |
| 10.03.1978 | Laax (SUI)              | Uli Spieß                 | Franz Klammer     | Erik Håker        |
| 11.03.1978 | Laax (SUI)              | Franz Klammer             | Erik Håker        | Uli Spieß         |

### Riesenslalom
| Datum      | Ort                        | 1. Platz         | 2. Platz         | 3. Platz          |
| ---------- | -------------------------- | ---------------- | ---------------- | ----------------- |
| 10.12.1977 | Val-d’Isère (FRA)          | Ingemar Stenmark | Heini Hemmi      | Jean-Luc Fournier |
| 14.12.1977 | Madonna di Campiglio (ITA) | Ingemar Stenmark | Heini Hemmi      | Andreas Wenzel    |
| 08.01.1978 | Zwiesel (FRG)              | Ingemar Stenmark | Phil Mahre       | Andreas Wenzel    |
| 17.01.1978 | Adelboden (SUI)            | Andreas Wenzel   | Ingemar Stenmark | Piero Gros        |
| 03.03.1978 | Stratton Mountain (USA)    | Phil Mahre       | Heini Hemmi      | Ingemar Stenmark  |
| 06.03.1978 | Waterville Valley (USA)    | Andreas Wenzel   | Phil Mahre       | Ingemar Stenmark  |
| 18.03.1978 | Arosa (SUI)                | Ingemar Stenmark | Andreas Wenzel   | Peter Lüscher     |

### Slalom
| Datum      | Ort                        | 1. Platz         | 2. Platz         | 3. Platz        |
| ---------- | -------------------------- | ---------------- | ---------------- | --------------- |
| 13.12.1977 | Madonna di Campiglio (ITA) | Ingemar Stenmark | Klaus Heidegger  | Bojan Križaj    |
| 05.01.1978 | Oberstaufen (FRG)          | Ingemar Stenmark | Klaus Heidegger  | Piero Gros      |
| 09.01.1978 | Zwiesel (FRG)              | Ingemar Stenmark | Mauro Bernardi   | Phil Mahre      |
| 15.01.1978 | Wengen (SUI)               | Klaus Heidegger  | Petar Popangelow | Mauro Bernardi  |
| 22.01.1978 | Kitzbühel (AUT)            | Klaus Heidegger  | Petar Popangelow | Andreas Wenzel  |
| 11.02.1978 | Chamonix (FRA)             | Phil Mahre       | Ingemar Stenmark | Paolo De Chiesa |
| 04.03.1978 | Stratton Mountain (USA)    | Steve Mahre      | Ingemar Stenmark | Peter Lüscher   |

### Parallelslalom
| Datum      | Ort         | 1. Platz   | 2. Platz         | 3. Platz       |
| ---------- | ----------- | ---------- | ---------------- | -------------- |
| 19.03.1978 | Arosa (SUI) | Phil Mahre | Ingemar Stenmark | Leonhard Stock |

## Podestplatzierungen Damen

### Abfahrt
| Datum      | Ort                      | 1. Platz              | 2. Platz              | 3. Platz           |
| ---------- | ------------------------ | --------------------- | --------------------- | ------------------ |
| 07.12.1977 | Val-d’Isère (FRA)        | Marie-Theres Nadig    | Annemarie Moser-Pröll | Monika Bader       |
| 06.01.1978 | Pfronten (FRG)           | Annemarie Moser-Pröll | Cindy Nelson          | Doris De Agostini  |
| 07.01.1978 | Pfronten (FRG)           | Annemarie Moser-Pröll | Cindy Nelson          | Marie-Theres Nadig |
| 13.01.1978 | Les Diablerets (SUI)     | Annemarie Moser-Pröll | Evi Mittermaier       | Irene Epple        |
| 18.01.1978 | Bad Gastein (AUT)        | Evi Mittermaier       | Annemarie Moser-Pröll | Marie-Theres Nadig |
| 11.03.1978 | Bad Kleinkirchheim (AUT) | Annemarie Moser-Pröll | Cindy Nelson          | Evi Mittermaier    |
| 12.03.1978 | Bad Kleinkirchheim (AUT) | Annemarie Moser-Pröll | Cindy Nelson          | Marie-Theres Nadig |

### Riesenslalom
| Datum      | Ort                        | 1. Platz              | 2. Platz              | 3. Platz           |
| ---------- | -------------------------- | --------------------- | --------------------- | ------------------ |
| 08.12.1977 | Val-d’Isère (FRA)          | Lise-Marie Morerod    | Maria Epple           | Monika Kaserer     |
| 15.12.1977 | Madonna di Campiglio (ITA) | Hanni Wenzel          | Monika Kaserer        | Lise-Marie Morerod |
| 09.01.1978 | Les Mosses (SUI)           | Lise-Marie Morerod    | Hanni Wenzel          | Maria Epple        |
| 10.01.1978 | Les Mosses (SUI)           | Hanni Wenzel          | Monika Kaserer        | Fabienne Serrat    |
| 09.02.1978 | Megève (FRA)               | Lise-Marie Morerod    | Annemarie Moser-Pröll | Fabienne Serrat    |
| 02.03.1978 | Stratton Mountain (USA)    | Hanni Wenzel          | Maria Epple           | Lise-Marie Morerod |
| 07.03.1978 | Waterville Valley (USA)    | Lise-Marie Morerod    | Becky Dorsey          | Fabienne Serrat    |
| 17.03.1978 | Arosa (SUI)                | Annemarie Moser-Pröll | Irene Epple           | Lise-Marie Morerod |

### Slalom
| Datum      | Ort                           | 1. Platz           | 2. Platz           | 3. Platz           |
| ---------- | ----------------------------- | ------------------ | ------------------ | ------------------ |
| 10.12.1977 | Breuil-Cervinia (ITA)         | Perrine Pelen      | Fabienne Serrat    | Hanni Wenzel       |
| 19.01.1978 | Bad Gastein (AUT)             | Lise-Marie Morerod | Hanni Wenzel       | Perrine Pelen      |
| 22.01.1978 | Maribor (SLO)                 | Hanni Wenzel       | Maria Epple        | Lea Sölkner        |
| 24.01.1978 | Berchtesgaden (FRG)           | Hanni Wenzel       | Lise-Marie Morerod | Perrine Pelen      |
| 25.01.1978 | Berchtesgaden (FRG)           | Hanni Wenzel       | Fabienne Serrat    | Lise-Marie Morerod |
| 08.02.1978 | Saint-Gervais-les-Bains (FRA) | Perrine Pelen      | Lea Sölkner        | Fabienne Serrat    |
| 05.03.1978 | Stratton Mountain (USA)       | Perrine Pelen      | Fabienne Serrat    | Hanni Wenzel       |

### Parallelslalom
| Datum      | Ort         | 1. Platz              | 2. Platz            | 3. Platz          |
| ---------- | ----------- | --------------------- | ------------------- | ----------------- |
| 19.03.1978 | Arosa (SUI) | Annemarie Moser-Pröll | Christa Zechmeister | Viki Fleckenstein |

## Nationencup
| Rang | Land               | Punkte |
| ---- | ------------------ | ------ |
| 1    | Österreich         | 849    |
| 2    | Schweiz            | 499    |
| 3    | Vereinigte Staaten | 378    |
| 4    | BR Deutschland     | 356    |
| 5    | Italien            | 303    |
| 6    | Liechtenstein      | 286    |
| 7    | Frankreich         | 218    |
| 8    | Schweden           | 150    |
| 9    | Kanada             | 97     |
| 10   | Bulgarien          | 43     |
| 11   | Norwegen           | 37     |
| 12   | Jugoslawien        | 31     |
| 13   | Iran               | 10     |
| 14   | Japan              | 9      |

| Rang | Land               | Punkte |
| ---- | ------------------ | ------ |
| 1    | Österreich         | 460    |
| 2    | Italien            | 293    |
| 3    | Schweiz            | 227    |
| 4    | Vereinigte Staaten | 154    |
| 5    | Schweden           | 150    |
| 6    | Liechtenstein      | 115    |
| 7    | BR Deutschland     | 97     |
| 8    | Kanada             | 85     |
| 9    | Bulgarien          | 43     |
| 10   | Norwegen           | 37     |
| 11   | Jugoslawien        | 31     |
| 12   | Frankreich         | 12     |
| 13   | Japan              | 9      |

| Rang | Land               | Punkte |
| ---- | ------------------ | ------ |
| 1    | Österreich         | 389    |
| 2    | Schweiz            | 272    |
| 3    | BR Deutschland     | 259    |
| 4    | Vereinigte Staaten | 224    |
| 5    | Frankreich         | 206    |
| 6    | Liechtenstein      | 171    |
| 7    | Kanada             | 12     |
| 8    | Italien            | 10     |
| 8    | Iran               | 10     |

## Statistik der Podestplätze
Angegeben werden die Anzahl Podestplätze je Land und Disziplin sowie die Gesamtanzahl.

### Damen
| Land | Land | 1. | 2. | 3. | Total |
| ---- | ---- | -- | -- | -- | ----- |
| 1    | AUT  | 7  | 6  | 2  | 15    |
| 2    | LIE  | 6  | 2  | 2  | 10    |
| 3    | SUI  | 6  | 1  | 8  | 15    |
| 4    | FRA  | 3  | 3  | 6  | 12    |
| 5    | FRG  | 1  | 6  | 4  | 11    |
| 6    | USA  | –  | 5  | 1  | 06    |

| Land | Land | 1. | 2. | 3. |
| ---- | ---- | -- | -- | -- |
| 1    | AUT  | 5  | 2  | –  |
| 2    | FRG  | 1  | 1  | 3  |
| 3    | SUI  | 1  | –  | 4  |
| 4    | USA  | –  | 4  | –  |

| Land | Land | 1. | 2. | 3. |
| ---- | ---- | -- | -- | -- |
| 1    | SUI  | 4  | –  | 3  |
| 2    | LIE  | 3  | 1  | –  |
| 3    | AUT  | 1  | 3  | 1  |
| 4    | FRG  | –  | 3  | 1  |
| 5    | UsA  | –  | 1  | –  |
| 6    | FRA  | –  | –  | 3  |

| Land | Land | 1. | 2. | 3. |
| ---- | ---- | -- | -- | -- |
| 1    | FRA  | 3  | 3  | 3  |
| 2    | LIE  | 3  | 1  | 2  |
| 3    | SUI  | 1  | 1  | 1  |
| 4    | AUT  | –  | 1  | 1  |
| 5    | FRG  | –  | 1  | –  |

| Land | Land | 1. | 2. | 3. |
| ---- | ---- | -- | -- | -- |
| 1    | AUT  | 1  | –  | –  |
| 2    | FRG  | –  | 1  | –  |
| 3    | USA  | –  | –  | 1  |

### Herren
| Land | Land | 1. | 2. | 3. | Total |
| ---- | ---- | -- | -- | -- | ----- |
| 01   | AUT  | 7  | 4  | 5  | 16    |
| 02   | SWE  | 7  | 4  | 2  | 13    |
| 03   | USA  | 4  | 2  | 1  | 07    |
| 04   | ITA  | 2  | 2  | 5  | 09    |
| 05   | LIE  | 2  | 1  | 3  | 06    |
| 06   | CAN  | 1  | 1  | –  | 02    |
| 07   | FRG  | 1  | –  | 2  | 03    |
| 08   | SUI  | –  | 5  | 3  | 08    |
| 09   | BUL  | –  | 2  | –  | 02    |
| 10   | NOR  | –  | 1  | 1  | 02    |
| 11   | YUG  | –  | –  | 1  | 01    |

| Land | Land | 1. | 2. | 3. |
| ---- | ---- | -- | -- | -- |
| 1    | AUT  | 5  | 2  | 4  |
| 2    | ITA  | 2  | 1  | 1  |
| 3    | CAN  | 1  | 1  | –  |
| 4    | FRG  | 1  | –  | 2  |
| 5    | SUI  | –  | 2  | –  |
| 6    | NOR  | –  | 1  | 1  |

| Land | Land | 1. | 2. | 3. |
| ---- | ---- | -- | -- | -- |
| 1    | SWE  | 4  | 1  | 2  |
| 2    | LIE  | 2  | 1  | 2  |
| 3    | USA  | 1  | 2  | –  |
| 4    | SUI  | –  | 3  | 2  |
| 5    | ITA  | –  | –  | 1  |

| Land | Land | 1. | 2. | 3. |
| ---- | ---- | -- | -- | -- |
| 1    | SWE  | 3  | 2  | –  |
| 2    | AUT  | 2  | 2  | –  |
| 3    | USA  | 2  | –  | 1  |
| 4    | BUL  | –  | 2  | –  |
| 5    | ITA  | –  | 1  | 3  |
| 6    | LIE  | –  | –  | 1  |
| 6    | SUI  | –  | –  | 1  |
| 6    | YUG  | –  | –  | 1  |

| Land | Land | 1. | 2. | 3. |
| ---- | ---- | -- | -- | -- |
| 1    | USA  | 1  | –  | –  |
| 2    | SWE  | –  | 1  | –  |
| 3    | AUT  | –  | –  | 1  |

## Saisonverlauf

### Punktesystem und Startnummern-Modifizierung
Für den Gesamt-Weltcup zählten die drei besten Resultate jeder Disziplin (höchste Möglichkeit daher 225 Punkte), für die Disziplinenwertung die besten 5 Resultate (daher 125 Punkte). Erstmals wurde (sieht man von wenigen vorherigen Ausnahmen ab) der Damen-Riesenslalom in zwei Durchgängen gefahren. Damit hatten die Verantwortlichen das System mit der Aufteilung in mehrere Perioden ad acta gelegt und es gab damit wieder eine sehr restriktive Handhabung in puncto Gesamtweltcup, welche vor allem ein Nachteil für Ingemar Stenmark war. Dieses System wurde beim FIS-Kongress in Bariloche (29./30. April) beschlossen.
Es hatte eigentlich für 1977/78 der Plan bestanden, dass es bei Damen und Herren je 8 Rennen in allen Disziplinen geben werde und von den acht Abfahrten sieben und von den 16 technischen Disziplinen acht für den Gesamtweltcup zählen sollten, womit eine Chancengleichheit der Speedfahrer gegeben wäre. Am Rande der Weltmeisterschaften in Garmisch-Partenkirchen gab es einen Vorschlag des österreichischen Hauptverantwortlichen Udo Abl, der ab 1978/79 je acht Rennen pro Disziplin anregte, während von der FIS eine Zweiteilung (1. Dezember bis 10. Februar mit je 6 Rennen und dann bis 20. März als eine Art Finale mit je 2 Wertungen und außerdem nur Startberechtigung der ersten 15 der jeweiligen Weltrangliste) gewünscht wurde. Letztlich wurde dieser Vorschlag aber mit 9:7 Stimmen abgelehnt, wobei Italien und Österreich auf Grund ihres Stimmrechtes je 2 Gegenstimmen und Jugoslawien, die Schweiz und Bundesrepublik Deutschland die übrigen einbrachten.
In den Slaloms und Riesenslaloms gab es eine neue Startnummernregelung für die 2. Durchgänge. Die bisherige seit 1971/72 eingeführte «Bibbo-Regel» wurde modifiziert, indem nun die fünftplatzierte Person nach dem ersten Lauf als erste bis hin zum führenden Läufer startete, danach kamen die Ränge ab 6 an die Reihe («Super-Bibbo-Regel»). Das brachte einen größeren Vorteil für die Top-Platzierten, aber der Großteil der Rennen war frühzeitig entschieden, ab den Rängen 11 des ersten Durchgangs schalteten viele TV-Zuschauer weg.

### Premierensiege
Andreas Wenzel feierte persönlich seine ersten zwei Siege (jeweils im Slalom), die gleichzeitig auch die ersten Siege für Liechtensteins Herren waren. Weiters war Uli Spieß am 10. März bei der Abfahrt in Laax erstmals siegreich. Bei den Damen kam kein „Neuling“ dazu.

### Andere Entscheidungen
- Zum erfolgreichsten Herrn an Weltcupsiegen avancierte Ingemar Stenmark, der seit seinem ersten Sieg im Dezember 1974 auf nunmehr 28 Siege (17 im Slalom, 11 im Riesenslalom) kam, dahinter lagen Gustav Thöni mit 24 und Franz Klammer mit 23. (Jubiläumssieg Nr. 25 war Stenmark am 5. Januar beim Slalom in Oberstaufen gelungen.[7])
- Von den großen Skinationen gelang den Schweizer Herren überhaupt kein Saisonsieg (sie blieben mit 42 Siegen auf Rang 4 hinter Österreich mit 74, Frankreich 63 und Italien 46). Die Herren des ÖSV belegten in der gesamten Saison keinen Podestplatz im Riesenslalom, aber auch die Herren der «Federazione Italiana Sport Invernali», die in den letzten Jahren in dieser Disziplin sehr gute Ergebnisse erzielt hatten (19 Siege, 15 zweite und 17 dritte Plätze), mussten sich mit einem einzigen Podest (Rang 3 von Piero Gros) begnügen. Ein vierter (Mauro Bernardi) und fünfter (Gustav Thöni) Platz waren die nächstbesten Ränge; bei den Österreichern sorgten Klaus Heidegger mit einem vierten und fünften und auch Leonhard Stock mit einem fünften Platz für die spärlichen „Highlights“.
- Erste Podestplatzierungen überhaupt gab es für zwei Nationen, u. zw. Bulgarien (Petar Popangelow) und Jugoslawien (Bojan Križaj).
- Für die abschließenden Parallel-Slaloms waren die ersten 32 der Weltcuprangliste startberechtigt[8]

### Absagen und Verschiebungen
Es konnten zwar alle geplanten Konkurrenzen ausgetragen werden, doch nicht immer am vorgesehenen Austragungsort und teilweise recht verspätet.
Herren:

Vorerst gab es für die Lauberhornrennen die gute Meldung über genügend Schnee, dann waren aber die Wetterbedingungen für die Abfahrt äußerst schlecht. Die Trainings konnten nicht stattfinden, wurden verschoben bzw. wurde einer am 12. Januar auf verkürzter Strecke gefahren, dann musste am 13. Januar nach Start-Nr. 31 (Franz Klammer hatte bis zu diesem Zeitpunkt die Führung inne) wegen Sturmböen (es hatte auch Bodennebel geherrscht) abgebrochen werden. Der erste Terminplan hatte die Abfahrt für den 15., den Slalom für den 16. Januar – und den Riesenslalom in Adelboden für den 17. Januar vorgesehen, die nächste Planung lautete, dass am 15. Januar zwischen den beiden Slalomdurchgängen ein ultimativ letztes Training stattfinden solle.
Nach dem Slalom herrschte auch Optimismus, dass die Abfahrt am Montag, 16. Januar, ausgetragen werden könne, es wurde von der FIS an Kitzbühel die Bitte gerichtet, auf die erste Abfahrt zu verzichten. Die dortigen Organisatoren zeigten sich nur dahingehend bereit, dass sie die drei Rennen um einen Tag verschieben würden. Der Grund für die Abfahrtsabsage lag darin, dass in der Nacht auf den geplanten Renntag (16. Januar) ein Föhnsturm und ein Orkan die Piste zwischen Hundschopf und Wasserstation verweht bzw. aufgerissen hatten. Der Sturm hatte die Kontrolltore an die Felsen geschleudert. Fazit war jedenfalls, dass der Adelboden-Riesenslalom um einen Tag verspätet gefahren wurde. Am 20. Januar wurde der Ersatzort bekanntgegeben, es war dies Laax, wobei vorerst der 12. März genannt wurde. Hinsichtlich Verschiebungen beim Finale in Arosa siehe bitte die Vermerke bei den Damen.
Damen:

Es gab sogar mehrere Absagen bzw. Verschiebungen und damit tatsächlich ein Chaos. Bormio war nicht in der Lage, Abfahrt und Riesenslalom (15./16. Dezember) auszutragen, der Riesenslalom konnte zwar am 15. Dezember in Madonna di Campiglio gefahren werden, die Abfahrt hätte zusätzlich am 19. Dezember in Saalbach-Hinterglemm ausgetragen werden sollen, aber dort hatte es einen Warmwettereinbruch gegeben, so dass es eine Absage gab, doch es mussten dann auch die für 20./21. Dezember im Rennkalender genannten Rennen (Abfahrt, Riesenslalom) wegen der weggeschmolzenen Pisten abgesagt werden.
Pfronten (mit seinen eigenen Terminen (6./7. Januar)) sprang für die Abfahrt ein; all die Probleme (geringe Schneelage am Breitenberg, daher keine Zeitläufe etc.) führten immer wieder zu neuen Terminen. Was blieb war, dass die Bormio-Abfahrt, statt am 5. Januar, am 6. Januar nachgetragen wurde. In weiterer Folge wurde der Pfronten-Slalom gestrichen (vorerst ersatzlos), doch nebst dem ursprünglich für den 24. Januar programmierten Slalom in Berchtesgaden wurde dort auch diese Lücke gefüllt.
Les Mosses trug am 9. Januar den Saalbach-Riesenslalom aus, nahm am 10. Januar den eigenen „Riesenslalom-Termin“ vom 12. Januar wahr – und die am 11. Januar im benachbarten Les Diablerets vorgesehene Abfahrt wurde erst am 13. Januar gefahren. – Und da in Saalbach überhaupt nichts gegangen und auch der vorgesehene Ersatzort Bad Gastein ausgefallen war, fand die dort angesetzt gewesene Abfahrt in Bad Kleinkirchheim statt, wobei vorerst der 13. März genannt worden war (jedoch wurde am 11. März gefahren). und siehe bitte Fußnote zu den Herren-Absagen.
Selbst das Finale in Arosa ließ sich nicht programmgemäß durchführen, denn der für 16. März geplante Damen-Riesenslalom musste wegen eines heftigen Sturms (sogar die Zeitnehmung war aus ihrer Verankerung gerissen worden) auf 17. März verschoben werden, womit die Herren auch um einen Tag später an der Reihe waren und der bereits für den 18. März geplant gewesene Damen-Parallel-Slalom zusammen mit jenem der Herren am 19. März den Abschluss bildeten.

### Diverse Ereignisse
- Es war erstmals in der Terminplanung, dass für Kitzbühel zwei Abfahrten aufschienen; bisherige „zweite Abfahrten“ waren praktisch nur Ersatzrennen für eine anderswo abgesagte Abfahrt gewesen.
- Das Innenministerium der Bundesrepublik Deutschland hatte dem DSV für die Skisaison 1977/78 insgesamt einen Betrag von ca. 1,4 bis 1,6 Mio. DM zur Verfügung gestellt, die deutschen Rennläufer trainierten seit Mai in Garmisch, wobei Windkanaltests und die Arbeit mit einem Psychologen im Mittelpunkt standen.[29]
- Eine Änderung im Weltcupsystem schlug Karl Kahr, Chef der ÖSV-Herren, vor, wonach dieser auf die besten 40 Abfahrer und je 50 Riesenslalom- und Slalomfahrer-Abfahrt beschränkt sein und es je zehn Rennen ohne Streichresultate geben sollte, und er diese Elite (wie im Automobil-Rennsport) als «Formel I» titulierte, unter welcher eine Art «Formel II» ausgetragen wird, und ein Auf- und Abstiegsregelung jährlich die Letztplatzierten der «Formel I» durch die Erstplatzierten der «Formel II» ersetzt werden könnten.[30]
- Mit einer Hundertstelsekunde wurde der Damen-Slalom am 10. Dezember in Breuil-Cervinia entschieden, wo Pelen ihre Teamkollegin Serrat besiegte. Ein Déjà-vu (mit erneut der einen Hundertstelsekunde), wieder mit Pelen vor Serrat, gab es in Kampf um die Bronzemedaille im Riesenslalom am 20./21. Februar 1980 bei den Olympischen Spielen in Lake Placid.
- Beim Ersatz-Riesenslalom der Damen in Madonna di Campiglio gab es derart wenige Zuseher, so dass auf den Aufbau einer Tribüne verzichtet wurde.[31]
- Bei der Herren-Abfahrt in Gröden (18. Dezember) hatte Sieger Herbert Plank eine zugeschnittene, kleinere Startnummer, es war die Nr. 14, getragen[32], weshalb der ÖSV einen Protest einbrachte. Dieser wurde aber abgelehnt. Allerdings gab es auch durch ÖSV-Trainer Udo Albl ausgesprochene Verdächtigungen der Manipulation bei der Zeitnahme[33][34]
- Annemarie Moser-Pröll feierte am 6. Januar in Pfronten ihren 25. Sieg in einer Weltcupabfahrt[35] und gewann am 13. Januar trotz Grippeerkrankung überlegen die Abfahrt in Les Diablerets, womit sie bereits das für den Gesamtweltcup geltende Limit hinsichtlich dieser Disziplin herausgeholt hatte, und sie führte zu diesem Zeitpunkt in der Gesamtwertung mit 89 Punkten vor Wenzel und Morerod.[36]
- Kurios war die Entscheidung des Fußballclubs First Vienna FC, der sein Meisterschaftsspiel in der obersten österreichischen Liga (1. Division) vom 14. auf den 15. Januar verlegte, um der TV-Übertragung von der Lauberhornabfahrt auszuweichen. Bekanntlicherweise konnte diese Abfahrt aber nicht gefahren werden.[37]
- Die zweite Abfahrt in Kitzbühel am 21. Januar, die als „Original-Abfahrt“ galt, hatte zweierlei Auffälligkeiten: Es gab erstmals bei den Herren einen ex-aequo-Sieg, nachdem es am 3. März 1967 den bislang einzigen bei den Damen (in Sestriere, auch in einer Abfahrt) gegeben hatte, wobei Sepp Ferstl die Nummer 4 und Josef Walcher die Nr. 7 trugen.[38] – und nebst der Tatsache, dass den Herren des DSV der zweite Abfahrtssieg im Weltcup (nach zuvor Franz Vogler) gelungen war, konnte dank Rang 3 von Michael Veith (mit außerdem nur 0,04 s Rückstand, umgerechnet 1,10 Meter) ein noch nie da gewesenes Zweifach-Podium gefeiert werden. Laut Angabe der FIS war Walcher zwar um 6 Tausendstel Sekunden schneller gewesen, doch er und Ferstl lagen innerhalb derselben Hundertstel (nämlich 1,3 gegenüber 1,9), was diese Resultat brachte[39]
- Beim Damen-Riesenslalom in Megève wurde Weltmeisterin Maria Epple, die nach dem ersten Durchgang auf Rang 2 gelegen war, wegen einer 0,32 s-Überschreitung des Vorstartlimits von 3 Sekunden disqualifiziert[40]
- Schon wenige Tage nach den Weltmeisterschaften begann in Megève am 7. Februar das Herren-Abfahrtstraining, wobei eine Schanze 250 Meter nach dem Start Sprünge bis zu 40 Metern brachten. Nach Abbruch des Trainings sollte die Piste von den Organisatoren entschärft werden, doch dies geschah gar nicht, so dass die Trainer selbst vor der Schanze noch zwei Tore platzierten, womit das Tempo verringert und auf die Schanze anders hingefahren wurde.[41][42] Nach längerer Pause meldeten sich auch wieder die Kanadier zu Wort, Dave Murray bestätigte dann auch (trotz Start-Nr. 36) als Zweiter seine Trainingsbestzeit.[43] Es gab dann am 11. Februar 1978 zwei Herren-Rennen an einem Tag, denn die Kandahar-Abfahrt und der Slalom wurden in Les Houches bzw. Chamonix auf derselben Piste von Les Houches ausgetragen; die Abfahrt war bereits für den 10. Februar geplant gewesen, hatte aber wegen Sturmböen bis zu 100 km/h abgesagt werden müssen.[44][45]
- Es wurde auch um die Form von Serien-Abfahrtssieger Franz Klammer gerätselt; vor allem nach nur Rang 13 am 11. Februar in Les Houches wurde behauptet, sein Skihersteller hätte kommerzielle Interessen forciert, weil Exporte nach Nordamerika mehr brächten, als wenn Klammer siege[46]
- Zu Gustav Thöni gab es die Meldung, dass er für den Zeitraum 1971 bis 1974 einen Nachforderungsbescheid des Finanzamtes in Höhe von 6,8 Mio. Schilling (umgerechnet ca. 972.000 DM bzw. 850.000 CHFr erhalten) habe, wovon er bis April ca. ein Drittel abstatten müsse. Er soll Einspruch erhoben haben. Es wurde auch auf den „Krebslauf“ für den bis vor kurzem so erfolgreichen Südtiroler hingewiesen, denn er war in der aktuellen Saison weit hinter den das große Geld bringenden Spitzenplätzen geblieben – doch ausgerechnet die pekuniären Schwierigkeiten würden dem sensiblen Läufer den Schwung nehmen.[47]
- Franz Klammers Abfahrtssieg am 11. März in Laax, sein insgesamt Zweiundzwanzigster, war auch für längere Zeit sein letzter, denn erst am 6. Dezember 1981 stand er in Val-d’Isère wieder an oberster Stelle des Podiums
- Mit ihrem Sieg in der zweiten Abfahrt von Bad Kleinkirchheim (12. März) erreichte Moser-Pröll nicht nur das Punktemaximum der Saison, sie konnte überdies über ihren 50. Weltcupsieg jubeln.[48]
- Den Riesenslalom am 17. März in Arosa (es war dies der insgesamt 89. „Weltcup-Riesen“ bei den Damen) gewann Annemarie Moser-Pröll. Es war dies der 29. Riesenslalom-Weltcup-Sieg für die ÖSV-Damen und sollte für über elf Jahre und fast neun Monate der letzte sein. Erst am 3. Dezember 1989 gelang Anita Wachter – im mittlerweile 174. Damen-Weltcup-Riesenslalom – wieder ein Erfolg. Das Resultat dieses Arosa-Riesenslaloms stand erst am späten Nachmittag fest, da ein Torrichter einen Fehler von Moser-Pröll, die zwei Laufbestzeiten erzielt hatte, gemeldet hatte. Sie hatte dank ihrer eingehenden Streckenbesichtigung als eine der wenigen erkannt, dass im zweiten Lauf das Tor-Nr. 41 kurz vor dem Ziel in der Falllinie passiert werden konnte. Da niemand die TV-Übertragung auf Video aufgenommen hatte und auch das Schweizer Fernsehen seine Studioaufzeichnungen aus technischen Gründen nicht nach Arosa überspielen konnte, begab sich die Rennjury per Hubschrauber nach Zürich, wo sie auf Grund des Fernsehfilms keine Unkorrektheit der Läuferin feststellte. – Eine großartige Leistung bot auch Irene Epple, die bereits mit Nr. 26 im Weltmeisterschafts-Riesenslalom von sich reden gemacht hatte – sie erreichte mit Start-Nr. 35 den zweiten Platz. In unsportlicher Weise traten Monika Kaserer und Martina Ellmer wegen ihrer schlechten Zeiten nach dem ersten Lauf nicht mehr an.[49][50]
- Den abschließenden (um einen Tag verschobenen) Herren-Riesenslalom gewann Ingemar Stenmark (an seinem 22. Geburtstag), wobei er aussagte, dass er die Torstangen wegen eines fürchterlichen Sonnenbrandes nicht berühren wollte; der Schwede war von einem zehntägigen Jamaika-Aufenthalt gekommen und hatte am 17. März ein einziges Mal leicht trainiert. Im besagten Riesenslalom verlief der erste Durchgang durch unterschiedliche Verhältnisse nicht ganz regulär (die niedrigste Startnummern im Spitzenbereich war die 10 von Phil Mahre auf Rang 4, wenngleich mit Stenmark mit 13 und Wenzel mit 14 doch zwei Könner voranlagen, aber Lüscher hatte sich mit Nr. 26 auf Rang 3 hineingeschoben). Heidegger, der nach den Weltmeisterschaften nicht mehr gepunktet hatte, trat zum zweiten Durchgang nicht mehr an – für Hans Hinterseer war Rang 10 zu wenig, um im „Elitekader“ des ÖSV verbleiben zu können; er spekulierte mit einer Übersiedlung zu den Profis.[51]

### Verletzungen
- Bei Klaus Heidegger wurde Ende Juli eine Knieverletzung wieder akut.[52]
- Bernhard Russi erlitt beim Training in Crans-Montana Prellungen und eine Verletzung am Knieansatz und am Innenband, war fünf Tage im Gips, fehlte bei den ersten Abfahrten sowohl in Val-d’Isère als auch in Gröden. Dort wollte er zwar, entgegen vorheriger Ankündigungen, doch starten, stürzte dann beim Einfahren und seine Knieverletzung wurde akut.[53][54][55]
- Danièle Debernard, zweifache Olympia- und dreifache Weltmeisterschafts-Medaillengewinnerin, kam am 27. Januar beim Abfahrtstraining zu den Weltmeisterschaften zu Sturz, brach sich das Wadenbein, was zu ihrem Karriereende beitrug[56][57]

### Rücktritte
Nebst der verletzten Danièle Debernard gab es noch weitere: Schon am 2. Februar erklärte Bernhard Russi auf Grund seiner schlechten Abfahrtsplatzierung (Rang 14) bei den Weltmeisterschaften in Garmisch-Partenkirchen seinen sofortigen Rücktritt. Hansi Hinterseer, dessen Karriere einen Knick erlitten hatte und der sich für die vorgenannten Championats innerhalb des ÖSV-Teams nicht hatte qualifizieren können, gab Ende August seinen Abschied vom Amateurlager und Wechsel ins Profilager bekannt. Auch Franco Bieler, Christian Hemmi, Fausto Radici bzw. Elfi Deufl gehörten zu jenen, die ihre Rennsportkarriere beendeten.

### Sonstiges
Beim FIS-Kongress in Bariloche (29./30. April) wurden außerdem exakte Anordnungen über die Beschaffenheit von Rennanzügen erlassen: Demnach durften diese und auch die darunter getragene Kleidung weder innen noch außen plastifiziert und mit keinerlei chemischen Mitteln behandelt sein. Anzumerken ist auch, dass Marc Hodler als FIS-Präsident wiedergewählt wurde.

## Rennen außerhalb des Weltcups
Ab dem 26. November wurden sozusagen als "Prolog zum Weltcup" die bereits bekannten «World Series»-Bewerbe, beginnend mit einer Damen-Abfahrt auf der „Gamskogel-Ostabfahrt“ in Schladming, ausgetragen, wobei Moser-Pröll vor Nadig und Bernadette Zurbriggen gewann. Die Herren hätten den Auftakt mit einer Abfahrt in Zauchensee gehabt; Crans-Montana war der Ersatzort, wo am 27. November auf der „Piste Nationale“ Franz Klammer vor Håker und Peter Wirnsberger erfolgreich war. Die Damen übersiedelten auch nach Crans-Montana, wo sie am 29. November einen übermäßig ausfallsreichen Slalom bestritten, bei dem Fabienne Serrat vor Hanni Wenzel und Lise-Marie Morerod siegte. Nächste Station war San Sicario mit einem Riesenslalom der Damen am 1. Dezember; auf steiniger Piste gewann Perrine Pelen vor Serrat und Claudia Giordani, wobei nebst den Schweizerinnen auch Hanni Wenzel zum zweiten Durchgang nicht antrat. Der für 2. Dezember angesetzte Herren-Riesenslalom wurde wegen der gefährlichen Piste abgesagt. Den Abschluss gab es mit Parallelslaloms in Montgenevre, wobei am 3. Dezember Morerod vor Serrat und Ingrid Eberle und am nächsten Tag Stenmark vor Bruno Nöckler und Phil Mahre triumphierten. Allerdings waren alle ÖSV-Läufer und auch das Gros der Schweizer, Deutschen, Kanadier und zudem Håker und Petar Popangelow abwesend (sie waren schon nach Val-d’Isère weitergereist).
Nicht schon (wie es bislang Usus war) nach den Weltmeisterschaften, sondern erst nach den Kandahar-Rennen richteten die nationalen Verbände ihre Meisterschaften aus – in Österreich war es ab 14. Februar Schladming bzw. die Dachsteinregion. Es wurden nur die abschließenden Abfahrten auf der Planai gefahren (die übrigen Bewerbe fanden auf Pisten in der näheren Umgebung statt). Der DSV richtete seine Meisterschaften im Kleinen Walsertal (Riezlern) aus.